# Reviga
Reviga là một xã thuộc hạt Ialomița, România. Dân số thời điểm năm 2002 là 3372 người.